# Michael Rummenigge
Michael Rummenigge (* 3. Februar 1964 in Lippstadt) ist ein ehemaliger deutscher Fußballspieler.

## Karriere

### Vereine
Aus der Jugend von Borussia Lippstadt hervorgegangen, folgte Rummenigge 1981 als 17-jähriger Jugendnationalspieler seinem Bruder Karl-Heinz zum Bundesligisten FC Bayern München. Im Star-Ensemble der Bayern hatte er zu Beginn seiner Profikarriere 1982/83 keinen leichten Start, da er stets Vergleichen mit seinem Bruder standhalten musste. Sein Bundesliga-Debüt gab er erst am 28. Mai 1983 (33. Spieltag) bei der 0:1-Niederlage im Heimspiel gegen den FC Schalke 04, als er zur 2. Halbzeit für Bernd Martin eingewechselt wurde. In der Folgesaison kam er in 33 von 34 Ligaspielen zum Einsatz und erzielte elf Tore, das erste am 31. August 1983 (4. Spieltag) beim 3:2-Sieg im Auswärtsspiel gegen Kickers Offenbach. 1985 verhinderte Bayerns Manager Uli Hoeneß einen Wechsel Rummenigges zum Hamburger SV, auf den der Spieler gedrängt hatte. Er blieb beim FC Bayern. Bis zum Saisonende 1987/88 hatte er mit 152 Einsätzen und 44 Toren zu fünf Titeln beigetragen.
Von 1988 bis 1993 spielte er für den Ligakonkurrenten Borussia Dortmund. Zunächst nicht sehr beliebt bei den Fans, stand am Ende seiner ersten Saison jedoch der erste Titelgewinn für die Borussia seit den 1960er Jahren: Der nationale Vereinspokal – durch den 4:1-Sieg über Werder Bremen im Olympiastadion Berlin. In der Saison 1991/92 war er unter dem Trainer Ottmar Hitzfeld Mannschaftskapitän. 1993 stand Michael Rummenigge mit dem BVB in den Endspielen um den UEFA-Pokal gegen Juventus Turin (1:3 und 0:3). Nach 157 Ligaspielen und 36 Toren für die Borussia wechselte er nach Saisonbeginn 1993 nach Japan.
In der neu gegründeten J. League, der japanischen Profiliga, spielte er bei den Urawa Red Diamonds und blieb dort bis Ende 1995, ehe er Anfang 1996 seine aktive Profilaufbahn aufgrund einer Zehenverletzung beenden musste.

### Nationalmannschaft
Noch als Jugendspieler bei Borussia Lippstadt gelang ihm der Sprung in die Nationalelf. Am 2. Dezember 1980 kam er in Hořovice bei einer 0:1-Niederlage gegen die Auswahl der Tschechoslowakei zum Einsatz in der U-18-Nationalmannschaft. Sein einziges Tor erzielte er in seinem letzten Einsatz in dieser Auswahlmannschaft am 1. April 1982 in Pirmasens beim 3:0-Sieg über die Auswahl Luxemburgs.
Für die U-21-Nationalmannschaft spielte er neunmal, erstmals am 6. September 1983 in Gyöngyös bei einem torlosen Unentschieden gegen Ungarn. Sein erstes von vier Toren erzielte er in seinem zweiten Einsatz am 4. Oktober 1983 in Arnsberg beim 2:1-Sieg im EM-Qualifikationsspiel gegen Österreich. Letztmals kam er am 24. September 1985 in Eskilstuna bei der 1:2-Niederlage im EM-Qualifikationsspiel gegen Schweden zum Einsatz.
In seinen beiden Länderspielen in der A-Nationalmannschaft spielte er insgesamt 28 Minuten: Am 26. Oktober 1983 wurde er in Berlin im EM-Qualifikationsspiel beim 5:1-Sieg gegen die Türkei in der 81. Minute für Norbert Meier eingewechselt, am 29. Oktober 1986 in Wien bei der 1:4-Niederlage gegen Österreich in der 71. Minute für Olaf Thon. Im ersten Spiel agierte er an der Seite seines Bruders, der zwei Tore erzielte.

## Erfolge
- Deutscher Meister 1985, 1986, 1987 (mit dem FC Bayern München)
- DFB-Pokal-Sieger 1984, 1986 (mit dem FC Bayern München), 1989 (mit Borussia Dortmund)
- DFB-Supercup-Sieger 1982 (inoffiziell), 1987 (mit dem FC Bayern München), 1989 (mit Borussia Dortmund)

## Auszeichnungen
- Torschütze des Monats September 1983, April 1984, September 1987[4]

## Sonstiges
Seit 2012 leitet Rummenigge zusammen mit Nicolai Schwarzer die Schwarzer & Rummenigge Sports Management GmbH & Co. KG mit Sitz in Berlin. Diese betreut u. a. den ehemaligen deutschen Fußballnationalspieler Jérôme Boateng. Er betreibt außerdem eine Sportmarketing-Agentur und eine Fußballschule in Dortmund. Zusammen mit einem Partner unterhält er eine Fußballhalle in Münster und vertreibt unter dem Label Trendsport Rummenigge Fußballprodukte, Kleinspielfelder und Padelspielfelder.
Sozial engagiert er sich seit 2004 für die Initiative Keine Macht den Drogen.
Ende Juni 2007 erwarb Rummenigge sein Fußballlehrer-Diplom (UEFA-Pro-Lizenz) an der Deutschen Sporthochschule Köln.
Er ist Mitglied der BVB-Traditionsmannschaft.
Michael Rummenigge ist der jüngere Bruder von Karl-Heinz und Wolfgang Rummenigge. Er ist verheiratet mit Carolin, geb. Felderbauer, und hat drei Kinder. Sein Sohn Marco (* 1988) war ebenfalls Fußballspieler, musste aber auf Grund anhaltender Knieprobleme seine Karriere beenden.